# Kungahälla

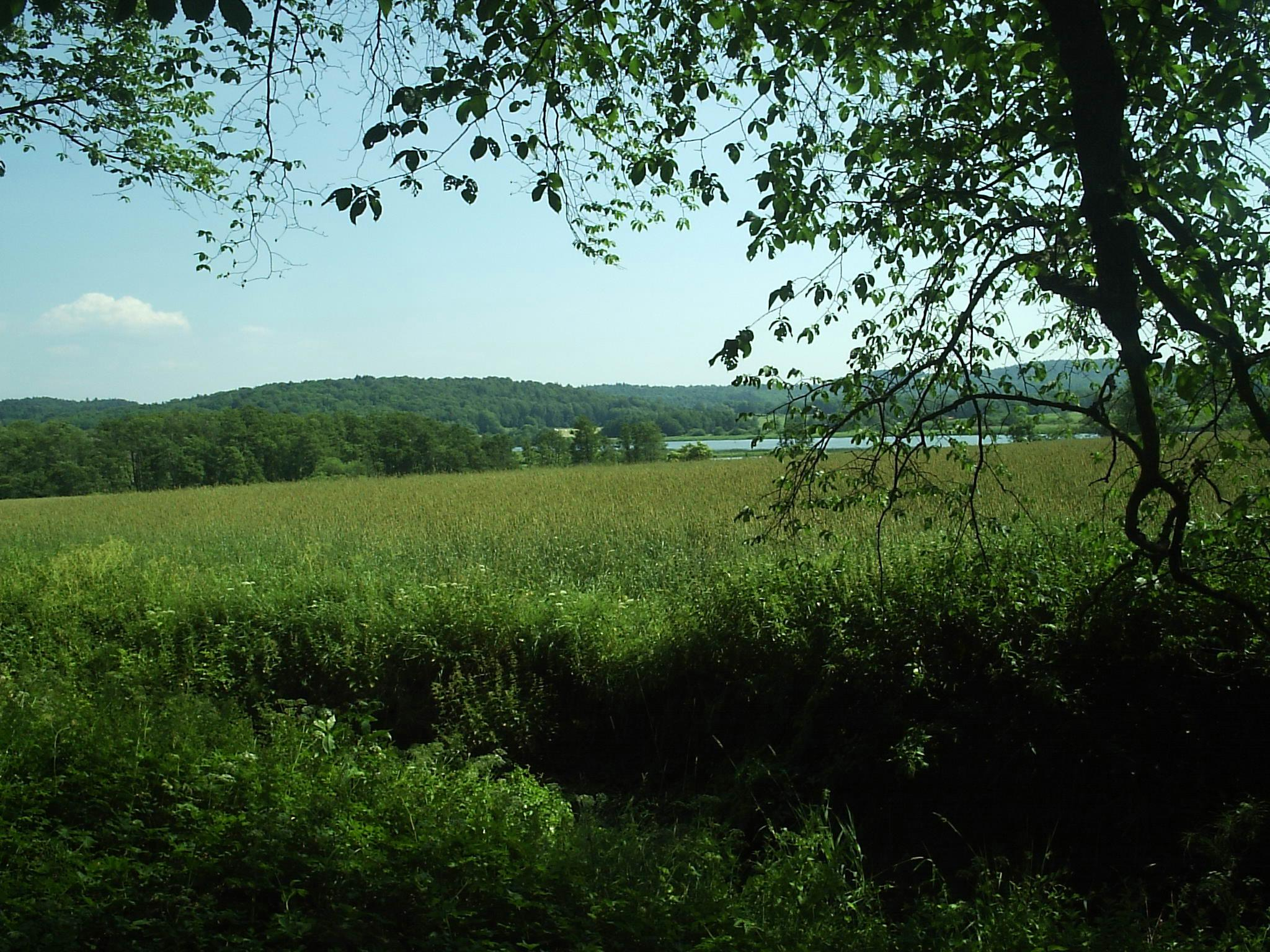
På detta bördiga fält vid Nordre älv låg Kungahälla, Norges viktigaste stad under 1100-talet.

Kungahälla (Kongahälla, Konungahälla eller Kongehelle) var en medeltida stad i Bohuslän, då tillhörande Norge, belägen på den norra stranden utefter Nordre älv cirka 4 kilometer sydväst om nuvarande Kungälv vid Ragnhildsholmen. 
Kungahälla omtalas som kungsgård redan från 900-talet, blev sedermera Bohusläns första stad och var på 1000-talet en av Norges strategiskt viktigaste städer. Sin storhetstid hade staden under första hälften av 1200-talet, under Håkon Håkonssons regering, då borgen på Ragnhildsholmen byggdes. Stadens ekonomiska och politiska betydelse minskade successivt, vilket enligt nyare forskning kan förklaras med två omständigheter: genom omläggning av handelsvägarna och tillkomsten av Marstrand försvagades Kungahälla ekonomiskt, och byggandet av Bohus fäste flyttade kungamaktens intresse dit.

## Historia

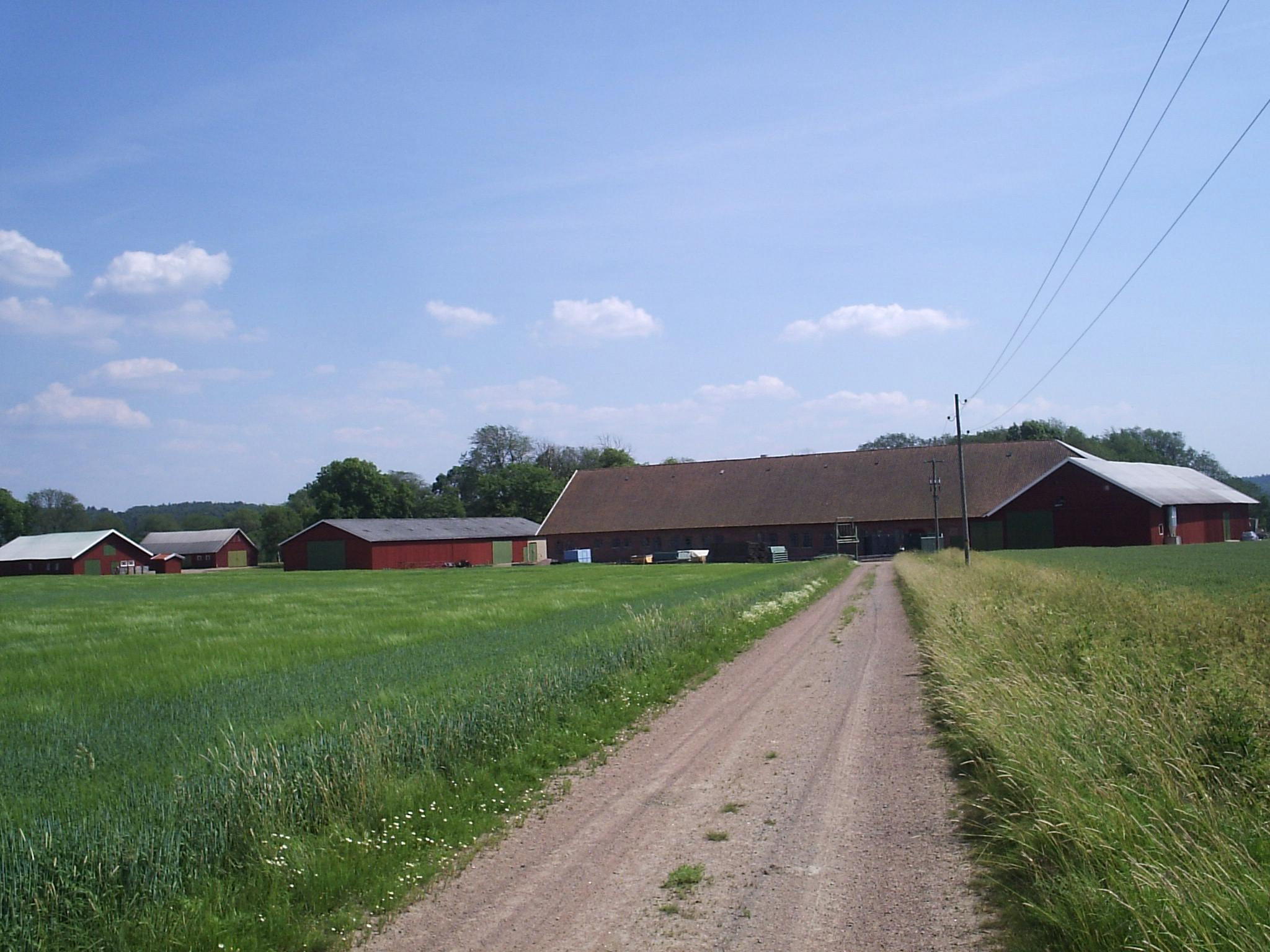
Nuvarande kungsgården Kastellegården är det som återstår av medeltidens Kungahälla.

### Sagornas Kungahälla
I de fornnordiska sagorna omnämns Kongahella med händelser kring år 650, då ett kungamöte skulle ägt rum mellan konungen av Rogaland, Hjorleif den kvinnokäre och hans vän, konung Hrejdar av Seland. Sagorna är dock nedtecknade flera hundra år senare, och tillmäts endast ringa betydelse i forskningen. En relativt rik järnålder präglar den förhistoriska miljö som Kungahälla växte fram ur, och såväl ortnamn som fornlämningar pekar på en växande bebyggelse i området. Namnet Kungahälla har tolkats så att platsen varit en förhistorisk handelsplats, och att här har funnits en stadsbildning redan under 900-talet är inte otroligt, då staden ofta nämns i sagolitteraturen.
Kungahälla var under en period en mötesplats för diskussioner mellan de nordiska kungarna. Snorre skriver att Olav Tryggvason år 998 mötte svearnas drottning Sigrid Storråda på Kungahälla för att planera giftermål, men att Sigrid vägrade konvertera till kristendomen, vilket Olav krävde. Giftermålet ställdes in och de ska ha skilts åt i vredesmod.
År 1020 möttes den svenske konungen Olov Skötkonung och den norske Olav Haraldsson i Kungahälla för att bekräfta den fredsuppgörelse de träffat i Uppsala två år tidigare samt att träffa förlikning mellan Sverige och Norge, vilka legat i bitter fejd med varandra. År 1025 slöt den svenske kungen Anund Jakob ett förbund med svågern Olav den helige, då kung av Norge, i Kungahälla. Tillsammans seglade de året därpå med 420 skepp för att genomföra ett gemensamt anfall mot den danske kungen Knut den store. Slaget som vanns av Knut stod vid Helge å i Skåne.
Vid kungamötet år 1042 ingick Norges konung, Magnus den gode, fosterbrödralag med kung Hardeknut av Danmark. Samtidigt beslöt de att om den ene av de båda konungarna dog utan manliga arvingar, så skulle den andre ärva hans rike, vilket gjorde Magnus till Danmarks herre genom Hardeknuts död kort därefter.
År 1078 sammanträffade Olav Kyrre av Norge med Knut den helige av Danmark i Kungahälla, då det beslöts att Olav skulle bistå Knut med 60 väpnade skepp under ett krigståg mot England. I gengäld skulle Norge få fri handel på Danmark. Kung Olav hade några år tidigare just i Kungahella avbrutit sitt äktenskap med den danska prinsessan Ingrid, då också fred slöts mellan de båda rikena. Detta kungamöte är det första som av arkeologin att döma kan ha ägt rum på platsen för den medeltida staden. Före denna tid verkar namnet syfta på någon annan plats i närheten.

### 1100–1300-talen
Det äldsta kända belägget på namnet Kungahälla är då den engelske munken och historieskrivaren Ordericus Vitalis i mitten av 1130-talet tar upp namnet Coneghella i en förteckning över norska städer. I den ungefär samtida Roskildekrönikan förekommer namnformen Cunnunchelde. Namnet förekommer som vi sett även i isländska litteraturen såsom Njáls saga från slutet av 1200-talet och Heimskringla, författat omkring 1230, där de tidigaste händelserna utspelar sig redan på 960-talet. Säkra arkeologiska fynd finns från slutet av 1000-talet och framåt. De isländska sagornas berättelser om Kongahällas storhet under vikingatiden anses numera som litterära konstruktioner.
Snorre Sturlasson beskriver hur staden under kung Sigurd Jorsalafarare – som tog säte i Kungahälla år 1117 – i början av 1100-talet fick en kungsgård, ett kastell med vallgravar och Kastale-kyrkan eller Heliga kors-kyrkan uppförda kring år 1127. Kungahälla blev därmed Norges största stad. Var exakt kastellet eller borgen låg är omdiskuterat, men utgrävningar tyder på att det troligen låg på Klosterkullen vid nuvarande Kastellegårdens ägor i Ytterby socken. I Korskyrkan förvarades en relik av det heliga korset som Sigurd fått av kung Balduin I i Jerusalem. 1135 angreps Kungahälla av vender som intog kastellet. Deras kung Ratibor förkunnade att skrinet med reliken skulle skonas från plundring. Men hans krigsfolk respekterade inte sin egen kung, utan brände kyrkan och förde ombord relikerna och två präster på sina skepp. Det så kallade Camminskrinet fördes därefter till Pommern, för att under andra världskriget bli placerat i en järnvägsvagn som träffades av en bomb och helt förstördes.
År 1101 möttes de tre nordiska kungarna Magnus Barfot från Norge, Inge den äldre från Sverige och Erik Ejegod från Danmark för att sluta fred i det så kallade Trekungamötet. Exakt var detta möte utspelade sig är oklart. Enligt Snorre giftes Inge den äldres dotter Margareta bort med kung Magnus Barfot vid detta tillfälle för att bekräfta freden. Efter detta fick hon namnet Margareta Fredkulla. Men Kungahälla var inte bara kungarnas stad utan fungerade också som mötesplats för köpmän och handelsmän långväga ifrån. Efter trekungamötet visade konung Sigurd Jorsalafarare stort intresse för staden och gjorde den bland annat till sin residensstad. Troligen var det hans mening att göra Kungahälla till Norges framtida kungasäte. Stadens inflytande ökade så kraftigt att hävdatecknaren Snorre Sturlasson skriver, "att det icke fanns någon mäktigare stad i hela Norge på den tiden."
Den 10 augusti 1135 (stor osäkerhet råder kring själva datumet) anfölls Kungahälla av venderna, med hertig Ratibor (i nuvarande Racibórz) som härförare samt av två av hans hövdingar, Dunimiz och Unibur. Man anföll staden från två håll. En del av båtarna hade seglat upp den östra älvgrenen och anföll staden uppifrån, medan resten av båtarna hade kommit den västra älvarmen, lastat ur manskap och hästar och angripit från landsidan. De brände ner kastellet och kyrkan och staden plundrades. När staden uppfördes igen anlades den lite mer västerut. Kungahälla blev aldrig mera residens för någon norsk konung, men var fortfarande av betydelse, vilket framgår av att den fick den ena av Bohusläns två fylkeskyrkor förlagd dit, "Konungahaella Ytri" (Ytterby kyrkoruin?) på 1140-talet. Augustinerklostret Kastala kloster grundlades 1196 på kastellets plats, och ett franciskanerkloster tillkom 1272[källa behövs]. Mariakyrkan uppfördes 1330 och Nicolauskyrkan, som är omnämnd i Biskop Eysteins jordabok 1388.
Efter kung Sigurd Jorsalafars död blev det stridigheter om Norges tron och ett slags inbördeskrig härjade i Bohuslän. Bland annat hotade tronpretendenten Håkon Härdebred Kungahälla 1158 och 1159. Oro och stridigheter höll i sig ända fram till början av 1200-talet, men i och med kung Håkon Håkonssons regering fick Bohuslän en fast administration och den del av landet som låg söder om Svinesund avgränsades som en enhet. Under 1200-talets mitt spelade Kungahälla en viktig roll som konungariket Norges sydligaste utpost. Kung Håkon Håkonsson (Håkon den gamle) lät under 1250-talet uppföra en ringmursborg på Ragnhildsholmen som skydd för staden mittemot, Ragnhildsholmens slott eller Nyklaborg. I och med denna borg bildade norrmännen ett effektivt lås för Nordre älv, som på denna tid kort och gott kallades för Älven.

### 1300–1500-tal
Sveriges kung Magnus Ladulås hade varit lierad med Danmark, men 1302 ingick hans söner, kung Birger och hertigarna Erik och Valdemar ett förbund med Norge. En inre maktkamp började i Sverige ett par år senare, vilket ledde till att kung Birger tydde sig till den danske kungen, medan hertigarna slöt sig till kung Håkan V Magnusson. Av den norske kungen fick de i förläning Kungahälla med tillhörande Ragnhildsholmens slott. För att hindra hertig Eriks dominans i Västsverige lät kung Håkon uppföra en borg på Bagaholmen, Bohus fästning. Fästet på Ragnhildsholmen kom därmed att förlora sin betydelse och nämns sista gången 1310 i skrifterna. År 1320 förlades det kungliga norska rikskansliet till Bohus. Hansan anföll och förstörde staden 1368. Christoffer av Bayern utfärdade 1442 Kungahellas äldsta, bevarade privilegier, där staden tilldelades stapelrätt. Tio år senare ökade Christian I denna rättighet, så att staden slapp den tull som förut erlagts till Bohus slott. Framåt 1500-talet fanns inte mycket kvar av den gamla staden Kungahälla, och 1563 brändes staden ner av härföraren Per Brahe den äldre under nordiska sjuårskriget. År 1568 fick staden tullfrihet under tio år av kung Fredrik II. Kung Christian III genomdrev på allvar år 1531 den lutherska lärans införande i Norge, och det kom det till svåra sammanstötningar i Kungahella. Den mäktiga stadens borgerskap ville behålla sin katolska tro och munkarna försvarade kraftigt sina kloster mot den nya tidens lära. Ett våldsamt upplopp uppstod, och Herr Lauritz – den siste katolske prästen i Kungahella – anförde sina meningsfränder med en sådan kraft att slottsherren på Bohus, Detlof von Anfelt, tvingades ta till vapenmakt för att kväva upproret.

### Kungahälla blir till Ny Kongelf
Kungahälla avbrändes slutligen 1612 av den svenske översten Jesper Mattsson Kruus, och då detta blev känt för kung Kristian IV, beslöt han att skydda staden mot dessa ständiga härjningar och utfärdade en befallning att borgerskapet skulle lämna platsen för Kungahella samt bygga upp sin nya stad på den öppna sluttningen nedanför Bohus fästning. Kungen hoppades därmed att den starka fästningen skulle skydda det nya samhället. För att ordna med formalia i den nya staden, tillkallades länsherren lagmannen i länet, borgmästaren i grannstaden Marstrand samt den kunglige tullnären i Bohuslän. Tillkom stadens borgmästare samt sex män som valdes av borgerskapet. Tomter och gårdar kunde nu fördelas bland invånarna, och då den förrättningen blev klar var staden Kongelf anlagd. Det gamla namnet Kungahella försvann i samband med förflyttningen, och i huvudsak växte en helt ny stad upp på Bohus slottsholme. År 1616 erhöll staden ett vederlag för de lidanden man åsamkats under krigen. Det var ett jordområde, som tidigare legat under Bohus fästning samt den så kallade Fontins utmark.
Det gamla stadsområdet blev till jordbruksmark och bildade stommen till nuvarande Kastellegården. Förutom de två klostren kan det ha funnits tre kyrkor i Kungahälla, varav lämningar efter två stycken har hittats under de arkeologiska undersökningar som företagits vid flera tillfällen under 1800- och 1900-talen. "Kunungahaellu Ytri" nämns som en fylkeskyrka i skriftliga källor från tidigt 1100-tal och kan vara identisk med Ytterby gamla kyrka.
Kastelleklostrets gods lades under Bohus slott på 1500-talet, så även klostrets gamla ladugård. Av de gamla klosterdomänerna, bildades Kastelleladugård eller Kastellegården då Kungahälla förstördes 1612. Dessa brukades under Bohus slott med många dagsverksskyldiga bönder i Ytterby samt kringliggande socknar. Kastellegården blev svensk kungsgård 1658 och förlänades då Harald Stake som var Bohusläns förste, svenske generalguvernör. Kastellegården blev senare säte för översten för Bohusläns dragonregemente.

## Jordfallet
Någon gång under perioden slutet av 1100-talet till mitten av 1200-talet inträffade det största kända jordskredet i Göta älvs dalgång, det så kallade "Jordfallet", på älvens östra sida i Bohus. Skredet på 60–65 hektar omfattade i stort hela nuvarande Bohus samhälle och skredkanten ligger fortfarande cirka 1,5 kilometer från älvens strandlinje. Skredmassorna bredde ut sig åt de håll där motståndet var lägst, alltså i de djupare delarna av den dåvarande havsviken. Lerjorden på dalens västra sida hävdes på grund av trycket från skredmassorna. Havsarmen skars därmed av helt eller nästan helt. Då vattenvägen mot söder blockerats av lerjord, förflyttades den utgående strömmen till Nordre älvs dalgång. Det undanpressade vattnet fortplantade sig som en hög våg genom den relativt smala Nordre älvdalen, strömstyrkan ökade och bottnen utsattes för kraftig erosion och vattenståndet höjdes temporärt. Både uppströms och nedströms Kastellegården finns utmed älvens branter tydliga ärr efter längsgående skred. Vid utgrävningar 1986 av Göteborgs arkeologiska museum fann man tecken på att Kungahälla, helt eller delvis, kan ha begravts av ett lerskred under denna period.

## Arkeologiska utgrävningar

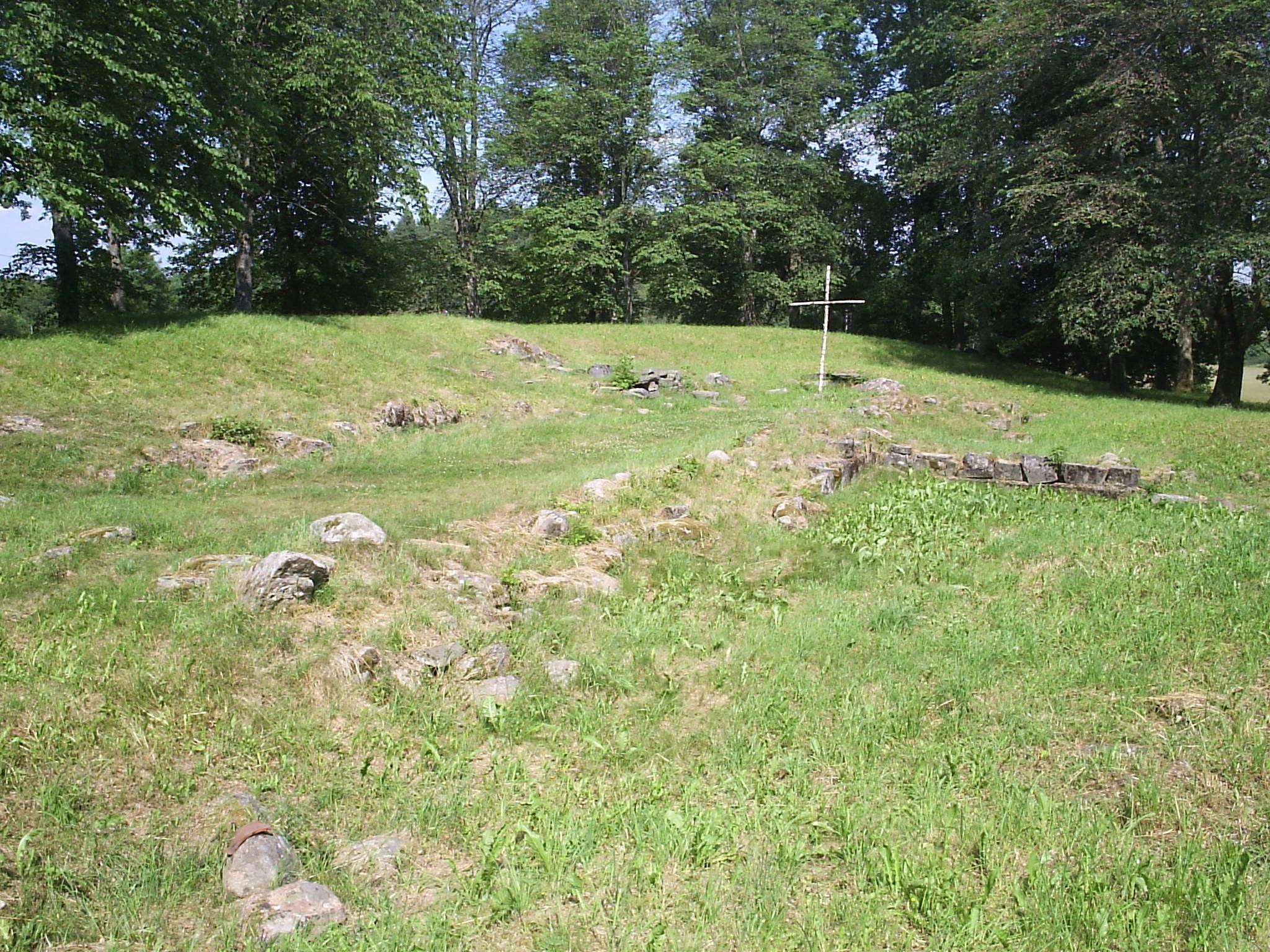
De grundstenar som syns på klosterkullen är vad som återstår av ett augustinerkloster.

År 1863 hittades en större myntskatt på platsen för Kungahälla där de yngsta mynten var från 1260-talet. På 1950-talet och åren 1985–1994 gjordes det ett stort antal utgrävningar.
På Klosterkullen har legat ett augustinerkloster. Det stod klart före 1180 och är det äldsta kända klostret i Bohuslän. Dess upphovsman var Norges ärkebiskop Øystein Erlendsson, som före utnämningen till sitt ämbete bland annat hade verkat som kyrkoherde i Kungahälla. Ett kloster av liknande orden fanns i Dragsmark i Uddevalla kommun. Augustinerklostret grävdes ut 1892 och franciskanerklostret 1953-53. Vid utgrävningar i det tunna jordskiktet av klosterkullen i Kungahälla har man träffat på djurben, lerbitar, blosshållare, nycklar, metkrokar, kammar, saxar, spännen, sländtrissor och knivar, samt ett femtiotal skelett efter klosterbröder som gravsatts under kyrkans golv, trots att det bara var en halvmeter ned till berget.

## Kongahälla i årtal – sagor och verklighet
- 938 – möten var tredje år på "Älvklippan" i Kongahälla mellan kungen och stormännen under Håkon den Godes tid (938–963).
- 970 – kung Harald Gråfäll (regeringstid 963–977) vistades med sin moder Gunhild i Kongahälla. De hade ett system längs älven med spejare, så att främmande skepp skulle upptäckas och genom budbärare meddelas till Kongahälla. Redan då var det en nackdel att man inte kunde se Nordre älvs mynning och eventuella annalkande fientliga skepp.
- 996 – änkan efter Erik Segersäll i Sverige, Sigrid Tostesdotter Storråda, bränner i Kongahälla inne den norske småkungen Harald Grenske (far till Olof den Helige, Harald Hårdrådes halvbror), eftersom denne inte var en nog fin friare samt för att han var alltför enträgen och inte ville nöja sig med ett nej.
- 998 – i Kongahälla möts Sigrid Storråda och den norske kungen Olof Tryggvasson för att tala om giftermål, varpå Tryggvasson i slutet av förhandlingarna tappar besinningen och slår till henne i ansiktet med sina handskar, då hon yttrar "Detta skall bliva Din bane, kung Olav."
- 999 – inför slaget vid Svolder möts Olof Skötkonung och Sven Tveskägg i Kongahälla för att lägga upp strategin.
- 1015 – enligt sagan träffas Olof Skötkonung och Olof Haraldsson (den Helige) i Kongahälla för att lösa en tvist genom att kasta tärning om Hisingen.
- 1020 – under överinseende av Ragnvald Jarl, Olof Skötkonungs kusin, gifter sig prinsessan Astrid med Olof Haraldsson (den Helige).
- 1101 – De tre nordiska kungarna möts för att diskutera en varaktig fred.